# Le Peuple de l'air
 (juillet 2023).
La mise en forme du texte ne suit pas les recommandations de Wikipédia : il faut le « wikifier ».
Les points d'amélioration suivants sont les cas les plus fréquents. Le détail des points à revoir est peut-être précisé sur la page de discussion.
- Les titres sont pré-formatés par le logiciel. Ils ne sont ni en capitales, ni en gras.
- Le texte ne doit pas être écrit en capitales (les noms de famille non plus), ni en gras, ni en italique, ni en « petit »…
- Le gras n'est utilisé que pour surligner le titre de l'article dans l'introduction, une seule fois.
- L'italique est rarement utilisé : mots en langue étrangère, titres d'œuvres, noms de bateaux, etc.
- Les citations ne sont pas en italique mais en corps de texte normal. Elles sont entourées par des guillemets français : « et ».
- Les listes à puces sont à éviter, des paragraphes rédigés étant largement préférés. Les tableaux sont à réserver à la présentation de données structurées (résultats, etc.).
- Les appels de note de bas de page (petits chiffres en exposant, introduits par l'outil «  Source ») sont à placer entre la fin de phrase et le point final[comme ça].
- Les liens internes (vers d'autres articles de Wikipédia) sont à choisir avec parcimonie. Créez des liens vers des articles approfondissant le sujet. Les termes génériques sans rapport avec le sujet sont à éviter, ainsi que les répétitions de liens vers un même terme.
- Les liens externes sont à placer uniquement dans une section « Liens externes », à la fin de l'article. Ces liens sont à choisir avec parcimonie suivant les règles définies. Si un lien sert de source à l'article, son insertion dans le texte est à faire par les notes de bas de page.
- La présentation des références doit suivre les conventions bibliographiques. Il est recommandé d'utiliser les modèles {{Ouvrage}}, {{Chapitre}}, {{Article}}, {{Lien web}} et/ou {{Bibliographie}}. Le mode d'édition visuel peut mettre en forme automatiquement les références.
- Insérer une infobox (cadre d'informations à droite) n'est pas obligatoire pour parachever la mise en page.

Pour une aide détaillée, merci de consulter Aide:Wikification.
Si vous pensez que ces points ont été résolus, vous pouvez retirer ce bandeau et améliorer la mise en forme d'un autre article.
Le Peuple de l'air (titre original: The Folk of the Air) est une série littéraire de sept romans de fantasy de type young adult écrits par Holly Black.
La série raconte les aventures de Jude Duarte, une jeune humaine élevée dans le royaume enchanté d'Elfhame (Terrafae en français) après que ses parents ont été assassinés. Jude, déterminée à prouver sa valeur parmi les faes immortels et cruels, navigue dans un monde rempli d'intrigues politiques, de trahisons et de magie dangereuse. L'intrigue principale suit son affrontement avec Cardan, le prince d'Elfhame, ainsi que sa quête pour conquérir le pouvoir dans un royaume où les humains sont considérés comme inférieurs.
À la suite de la première saga du Peuple de l'air, apparait une nouvelle duologie représentant un nouvel arc narratif dans l'univers d'Elfhame, dont le premier tome "L'héritier trahi" parait le 18 octobre 2023 On y suit les aventures du frère de Jude, Chêne (Oak en anglais). Un deuxième tome, Le Trône du prisonnier, sort le 5 mars 2024.

## Résumé

### Trilogie originelle: La trilogie du peuple de l'air

#### Le Prince cruel
Jude a été enlevée du monde des mortels lorsqu'elle n'était qu'une enfant. Forcée à vivre parmi les Faes, des créatures immortelles et surtout cruelles. Etre une humaine vivant à Terrafae implique de savoir manier l’épée, maîtriser les usages, se protéger des sortilèges. Mais Jude s’est fait un ennemi: le Prince Cardan, héritier de la couronne. Pour prouver qu'elle a sa place à la cour et qu'elle appartient réellement à ce monde magique, Jude va devoir le défier et en assumer les conséquences...

#### Le Roi maléfique
Jude a installé le Prince Cardan sur le trône de Terrafae. Âgée de 17 ans, elle est désormais la sénéchale du roi, la personne la plus puissante de la Cour. Elle doit sans cesse naviguer entre les alliances politiques et les menaces de guerre. Jude doit user de tous ses talents d’espionne, mais cela serait moins difficile si le jeune roi Cardan était facile à contrôler. Sauf que celui ci fait tout ce qui est en son pouvoir pour l'humilier alors même que sa fascination pour elle reste intacte.
Quand il devient clair que quelqu'un proche de Jude veut la trahir, menaçant sa propre vie et la vie de tous ceux qu'elle aime, Jude doit découvrir le traître et combattre les sentiments ambigus qu’elle a développés pour Cardan...

#### La Reine sans royaume
Après être devenue reine de Terrafæ et avoir été brutalement exilée dans le monde des mortels par le Grand roi maléfique Cardan, elle se retrouve Reine de rien, sans couronne et sans terre. Mais lorsque sa sœur jumelle vient l'appeler à l'aide, Jude saisit l'occasion sans réfléchir,car l'idée de revoir son époux fait battre son cœur plus fort. Elle aime Cardan malgré sa trahison. Elle souhaite aussi qu'il lève son exil, afin qu'elle puisse revenir sur cette terre qui l'a vu grandir. À son retour, Jude découvre que le trône de Cardan -et donc le sien- est menacé par une malédiction sombre, datant de la naissance du prince. Il est aussi menacé par la reine Orlagh des Fonds Marins qui convoite le trône. Jude doit absolument adopter pleinement sa nouvelle fonction de reine, découvrir comment briser la malédiction, ainsi que détruire les complots qui les mettent tous en danger. Le monde des Faes est en pleine évolution, et la magie elle-même semble décidée à prendre part à son destin.

### Ouvrages complémentaires

#### Les Sœurs perdues
Alors que Jude se bat contre le cruel prince Cardan pour trouver sa place à la Cour de Terrafæ, sa sœur jumelle, Taryn commence à tomber amoureuse de Locke. Or elle cache un certain nombre de secrets qu'elle dévoile dans une lettre à l'attention de Jude...
Cet ouvrage se situe dans la période entre Le Prince Cruel et Le Roi maléfique.

#### Comment le prince Cardan en est venu à détester les histoires
Avant d’être le Prince Cruel ou le Roi Maléfique, Cardan était un enfant Fae avec un cœur de pierre et une langue acérée. Ce conte illustré de dessins stylisés inclut des détails d’évènements datant d'avant, pendant et après les trois premiers tomes. Ce livre relié inclut également des moments familiers, mais inédits, du point de vue de Cardan. Nous découvrons avec lui le monde des mortels, tout en en apprenant plus sur son enfance et sur les étranges histoires qui l'ont façonné malgré lui.

### L'Héritier trahi
Huit ans se sont écoulés depuis la Bataille du Serpent.
Mais dans le nord glacial, dame Nore de la Cour des Crocs a récupéré la Citadelle de l'Aiguille de glace. Là, elle utilise une ancienne relique pour créer des monstres féroces qui répondent au moindre de ses ordres. Son but : renverser le Grand roi Cardan et prendre le pouvoir sur Dolmelfe... Pour réduire le monde des mortels à néant. Suren, plus connue sous le nom de Wren, l'enfant reine de la Cour des Dents, est la seule à pouvoir l'arrêter. Mais elle s'est enfuie dans le monde des mortels. Là, elle vit sauvagement dans les bois. Seule, et toujours hantée par les tourments impitoyables qu'elle a endurés dans la Cour des dents. Un jour, sauvée par nul autre que Chêne, prince de Terrafae, à qui elle a été promise en mariage et qu'elle en veut depuis des années, requiert son aide pour empêcher dame Nore d'arriver à ses fins. Mais le passé de Wren et Chêne est celui d'une amitié tourmentée, parsemée de déceptions. Alors que les enjeux les dépassent désormais, ensemble ils devront faire face à toutes les horreurs qu'ils pensaient avoir laissés derrière eux.

### Le Trône du prisonnier
Le prince Chêne, est captif dans les terres glacées du nord et sous le contrôle d’une reine puissante et impitoyable. Tandis qu'il tente de survivre en s’appuyant sur ses talents diplomatiques et sa stratégie, le roi Cardan et la reine Jude de la Haute Cour cherchent activement à le libérer.

Chêne est confronté à un dilemme : regagner la confiance de Wren, ou rester fidèle à la couronne et prendre les mesures nécessaires pour mettre fin au règne de la reine, même si cela risque de mettre en danger Wren, celle qu'il aime depuis longtemps.

## Ouvrages complémentaires
Holly Black enrichit l’univers de The Folk of the Air en publiant des ouvrages complémentaires liés à la série. Les Lettres de Cardan à Jude en exil (2019) sont une série de lettres adressées à Jude par Cardan, se situant entre les événements de The Wicked King et The Queen of Nothing. Initialement publiées en tant que contenu exclusif dans l’édition Barnes & Noble de The Queen of Nothing, ces lettres ont finalement été rendues disponibles trois ans après leur publication imprimée originale.

## Adaptation
En juin 2017, Universal Pictures et Michael De Luca ont acquis les droits pour une adaptation cinématographique de The Cruel Prince.

## Editions
1. Le Prince cruel, Rageot, 2020 ((en) The Cruel Prince, 2018), 544 p.

Une réédition relié collector avec un jaspage métallique doré parait en 2022.
1,5. Les Sœurs perdues, Rageot, 2021 ((en) The Lost Sisters, 2018), 64 p.
2. Le Roi maléfique, Rageot, 2021 ((en) The Wicked King, 2019), 480 p.
Une réédition relié collector avec un jaspage métallique bleu parait en 2023.
3. La Reine sans royaume, Rageot, 2022 ((en) The Queen of Nothing, 2019), 448 p.
Une réédition relié collector avec un jaspage métallique rose parait en 2023.
3,5. Comment le prince Cardan en est venu à détester les histoires, Rageot, 2022 ((en) How the King of Elfhame Learned to Hate Stories, 2020), 192 p.
4. L'Héritier trahi, Rageot, 2023     ((en) The Stolen  Heir, 2023), 512 p.
Le livre ne sera édité qu'en relié collector avec un jaspage à motifs.
5. Le Trône du prisonnier, Rageot, 2024 ((en) The Prisoner's Throne, 2024), trad. Leslie Damant-Jeandel, 512 p.  (ISBN 978-2-7002-8013-5)
Le livre ne sera édité qu'en relié collector avec un jaspage à motifs.